# آرامستان آیچی سقز
آرامستان آیچی سقز یکی از آرامستان‌های سقز است که در جوار روستای آیچی در مسیر سقز به سمت بانه قرار دارد. بیشترین شهرت این آرامستان به دلیل مراسم خاکسپاری مهسا امینی و یادمان چهلم وی است.

## خاکسپاریمهسا امینی
بامداد ۲۶ شهریور پیکر مهسا امینی به سقز انتقال داده شد و با حضور گسترده مردم و همچنین نیروهای امنیتی، او را در آرامستان آیچی به خاک سپردند.در حالی که نیروهای امنیتی قصد داشتند او را شبانه و بدون حضور مردم خاکسپاری کنند که با ممانعت خانواده او مواجه شدند. همچنین در روز خاکسپاری نیروی انتظامی راه‌های منتهی به شهر سقز را مسدود کردند تا جلوی حضور بیشتر مردم را بگیرند.

## مراسم چهلممهسا امینی
مراسم چهلم مهسا امینی چهارشنبه ۴ آبان ۱۴۰۱ در قبرستان آیچی شهر سقز برگزار شد. با وجود تلاش نیروهای امنیتی حکومت ایران برای جلوگیری از برگزاری مراسم و بستن راه‌ها، هزاران نفر در این قبرستان تجمع و علیه حکومت شعار دادند. خبرگزاری رویترز به نقل از شاهدان گزارش داد نیروهای امنیتی به سوی عزاداران تیراندازی کردند. پدر، مادر و برادر مهسا تحت‌الحفظ مأموران امنیتی در خانه خود در حبس بودند و به آن‌ها اجازه خروج از خانه و رفتن به مزار مهسا داده نشد.

## مشاهیر دفن شده در آرامستان
- مهسا امینی،  شهروند ۲۱ سالهٔ که در ۲۲ شهریور ۱۴۰۱، پس از دستگیری از سوی گشت ارشاد در تهران، در اثر ضربات مأموران گشت ارشاد و پلیس امنیت اخلاقی نظام جمهوری اسلامی ایران دچار شکستگی جمجمه و مرگ مغزی شد
- فریار امینی‌پور[۴] خاکسپاری فریار امینی پور عضو سابق تیم ملی موی تای ایران و لژیونر کمپ تایگر.
- فرهاد سلیمی[۵] خاکسپاری فرهاد سلیمی روحانی اهل سنت و زندانی عقیدتی اهل ایران.
- ملا عبدالقادر زاهدی امام جمعه سقز و نماینده مردم استان کردستان در دوره سوم مجلس خبرگان رهبری
- فریدون محمودی از کشته‌شدگان خیزش ۱۴۰۱ ایران، در جریان اعتراضات سقز